# Kaan Urgancıoğlu
Kaan Urgancıoğlu (Smirne, 8 maggio 1981) è un attore turco, noto per aver interpretato il ruolo di Emir Kozcuoğlu nella serie Endless Love (Kara Sevda) e per quello di Ilgaz Kaya nella serie Segreti di famiglia (Yargı).

## Biografia
Nato nel 1981 a Smirne (Turchia) da madre di origini albanesi e siriane, Serap Carfi e da padre di origini turche, Serdar Urgancıoğlu, Kaan ha un fratello minore, Can, anche lui attore.
Ha frequentato la scuola secondaria presso il Private Turkish College e l'American College. Dopo essersi diplomato al liceo, nel 2000 si è trasferito a Istanbul per studiare presso il dipartimento di finanza dell'Università di Marmara, dove nel 2007, al termine degli studi, ha conseguito la laurea. In seguito ha iniziato a studiare cinema e istruzione universitaria presso la Kadir Has University di Istanbul, dove dopo sette anni ha conseguito la laurea. Nel 2002, mentre era ancora all'università, ha iniziato a lavorare come attore su consiglio dell'attrice Demet Akbağ, un'amica di famiglia. Nel 2008 ha studiato recitazione per sei mesi presso lo Stella Adler Studio di New York, negli Stati Uniti e una volta rientrato in Turchia, ha completato un master in cinema e teatro presso la Kadir Has University.
Nel 2002 ha ha fatto la sua prima apparizione come attore sul piccolo schermo nella serie in onda su Kanal D Karaoğlan. Nel 2003 e nel 2004 ha ricoperto il ruolo di Tolga nella serie in onda su Kanal D Kampüsistan. Nel 2004 è apparso con il ruolo di Demir nella serie in onda su ATV Avrupa Yakası. L'anno successivo, nel 2005, ha ricoperto il ruolo di Ali nella serie in onda su Star TV Yeniden Çalıkuşu, quello di Anıl nella serie in onda su Show TV Sessiz Gece e quello di Ateş Erturç nella serie in onda su Kanal D Seni Çok Özledim ed ha recitato nella miniserie in onda su ATV Körfez Ateşi e nel film televisivo Ispanaktan Nağmeler diretto da Sümer Tilmaç. Nel 2006 ha vestito i panni del vice commissario Nezih nella serie in onda su Kanal D Ah Polis Olsam e quello di Yiğit nella serie in onda su ATV Azap Yolu. Nello stesso anno ha fatto il suo debutto al cinema con il ruolo di Arif Ege nel film İlk Aşk diretto da Nihat Durak.
Nel 2007 ha interpretato il ruolo di Mehmet nella serie in onda su Fox Tutsak. L'anno successivo, nel 2008, ha ricoperto il ruolo di Kaan nella serie in onda su ATV Limon Ağacı e quello di Ulaş Atilla nel film Son Ders: Aşk ve Üniversite diretto da Iraz Okumuş e Mustafa Uğur Yağcıoğlu. Nel 2008 e nel 2009 ha ottenuto il ruolo di Talat nella serie in onda su ATV Canım Ailem. Nel 2009 ha ricoperto il ruolo di Deniz nella serie in onda su TRT 1 Ayrılık, quello di Titrek nel film Büşra diretto da Alper Çağlar e quello di Harun nel film Peşpeşe diretto da Ertan Velimatti Alagöz e Suvi Elif Alagöz.
Nel 2010 è stato incluso nel cast della serie in onda su Star TV Dürüye'nin Güğümleri, nel ruolo di Ümit. L'anno successivo, nel 2011, è apparso con il ruolo di Eren nella serie in onda su Star TV Bir Ömür Yetmez e con quello di Berkcan nella serie in onda su TRT 1 Leyla ile Mecnun. Nel 2012 ha ricoperto il ruolo di Mehmet nella serie in onda su Show TV Düşman Kardeşler, quello di Tayfun nella serie in onda su ATV Son e quello di Alper nella serie in onda su Star TV Acayip Hikayeler. L'anno successivo, nel 2013 ha preso parte al cast della serie in onda su Kanal D A.Ş.K.. Nel 2014 ha ottenuto il ruolo di Mehmet Korkut nel film Panzehir diretto da Alper Çağlar. Nel 2014 e nel 2015 ha vestito i panni di Otto Petrovic nella serie in onda su TRT 1 Filinta. Nel 2015 ha ricoperto il ruolo di Tayfun nel film Uzaklarda Arama diretto da Türkan Şoray.
Dal 2015 al 2017 è stato scelto per interpretare il ruolo dell'antagonista Emir Kozcuoğlu nella serie in onda su Star TV Endless Love (Kara Sevda), insieme agli attori Neslihan Atagül e Burak Özçivit. Nel 2018 è apparso con il ruolo di Deniz nella web serie di Prime Video Jack Ryan. Nel 2020 ha ricoperto il ruolo di Murat nel film Gerçek Olamaz diretto da Korhan Uğur.
Nel 2020 e nel 2021 ha ricoperto il ruolo di Kemal nella web serie originale di Netflix Love 101 (Aşk 101). Dal 2021 al 2024 ha ottenuto il ruolo del protagonista Ilgaz Kaya nella serie in onda su Kanal D Segreti di famiglia (Yargı), accanto all'attrice Pınar Deniz. L'anno successivo, nel 2022, ha preso parte al cast del film Pozyvnoy Baron diretto da Rustam Sadiev, nel ruolo di Ehsan e a quello del film In buone mani (Sen Yaşamaya Bak) diretto da Ketche, nel ruolo di Fırat. Nel 2023 ha ricoperto il ruolo di Casa nel film Operation Fortune (Servet Operasyonu) diretto da Guy Ritchie, insieme agli attori Jason Statham e Hugh Grant. L'anno successivo, nel 2024, ha ricoperto il ruolo di Fırat nel film di Netflix In buone mani 2 (Sen Büyümeye Bak)  diretto da Ketche, sequel del film In buone mani (Sen Yaşamaya Bak).

## Vita privata
Il 19 giugno 2023 è convolato a nozze con Burcu Denizer ad Atene, in Grecia, dalla quale ha avuto un figlio, Ardıç, nato l'8 dicembre 2023.

## Filmografia

### Cinema
- İlk Aşk, regia di Nihat Durak (2006)
- Son Ders: Aşk ve Üniversite, regia di Iraz Okumuş e Mustafa Uğur Yağcıoğlu (2008)
- Büşra, regia di Alper Çağlar (2009)
- Peşpeşe, regia di Ertan Velimatti Alagöz e Suvi Elif Alagöz (2009)
- Panzehir, regia di Alper Çağlar (2014)
- Uzaklarda Arama, regia di Türkan Şoray (2015)
- Gerçek Olamaz, regia di Korhan Ugur (2020)
- Pozyvnoy Baron, regia di Rustam Sadiev (2022)
- In buone mani (Sen Yaşamaya Bak), regia di Ketche (2022)
- Operation Fortune (Servet Operasyonu), regia di Guy Ritchie (2023)
- In buone mani 2 (Sen Büyümeye Bak), regia di Ketche (2024)

### Televisione
- Karaoğlan – serie TV, 7 episodi (Kanal D, 2002)
- Kampüsistan – serie TV, 44 episodi (Kanal D, 2003-2004)
- Avrupa Yakası – serie TV (ATV, 2004)
- Yeniden Çalıkuşu – serie TV (Star TV, 2005)
- Sessiz Gece – serie TV, 3 episodi (Show TV, 2005)
- Seni Çok Özledim – serie TV, 3 episodi (Kanal D, 2005)
- Körfez Ateşi – miniserie TV (ATV, 2005)
- Ispanaktan Nağmeler, regia di Sümer Tilmaç – film TV (2005)
- Ah Polis Olsam – serie TV, 9 episodi (Kanal D, 2006)
- Azap Yolu – serie TV (ATV, 2006)
- Tutsak – serie TV (Fox, 2007)
- Limon Ağacı – serie TV (ATV, 2008)
- Canım Ailem – serie TV, 29 episodi (ATV, 2008-2009)
- Ayrılık – serie TV, 13 episodi (TRT 1, 2009)
- Dürüye'nin Güğümleri – serie TV (Star TV, 2010)
- Bir Ömür Yetmez – serie TV, 2 episodi (Star TV, 2011)
- Leyla ile Mecnun – serie TV, 9 episodi (TRT 1, 2011)
- Düşman Kardeşler – serie TV, 12 episodi (Show TV, 2012)
- Son – serie TV, 2 episodi (ATV, 2012)
- Acayip Hikayeler – serie TV, 1 episodio (Star TV, 2012)
- A.Ş.K. – serie TV, 13 episodi (Kanal D, 2013)
- Filinta – serie TV (TRT 1, 2014-2015)
- Endless Love (Kara Sevda) – serie TV, 74 episodi (Star TV, 2015-2017)
- Jack Ryan – serie TV, 1 episodio (Prime Video, 2018)
- Love 101 (Aşk 101) – serie TV, 16 episodi (Netflix, 2020-2021)
- Segreti di famiglia (Yargı) – serie TV, 95 episodi (Kanal D, 2021-2024)

## Doppiatori italiani
Nelle versioni in italiano dei suoi film e delle sue serie TV, Kaan Urgancıoğlu è stato doppiato da:
- Raffaele Carpentieri[31] in Endless Love,[32] in Segreti di famiglia[33]
- Gianfranco Miranda[34] in In buone mani,[35] In buone mani 2[36]
- Francesco Venditti[37] in Operation Fortune[38]

## Riconoscimenti
- Ayaklı Gazete TV Stars Awards
  - 2015: Vincitore come Miglior attore non protagonista per la serie Endless Love (Kara Sevda)
- Pantene Golden Butterfly Awards
  - 2022: Vincitore come Miglior attore per la serie Segreti di famiglia (Yargı)
  - 2023: Candidato come Miglior coppia con Pınar Deniz per la serie Segreti di famiglia (Yargı)
  - 2023: Candidato come Miglior attore per la serie Segreti di famiglia (Yargı)
  - 2023: Candidato come Miglior coppia con Pınar Deniz per la serie Segreti di famiglia (Yargı)
- Turkey Youth Awards
  - 2017: Candido come Miglior attore televisivo per la serie Endless Love (Kara Sevda)
  - 2023: Candidato come Miglior attore televisivo per la serie Segreti di famiglia (Yargı)
  - 2023: Candidato come Miglior coppia televisiva con Pınar Deniz per la serie Segreti di famiglia (Yargı)